# Davinópolis
Davinópolis este un oraș în Goiás (GO), Brazilia.